# CHANGE2561
CHANGE2561有限公司，熟称CHANGE2561（风格化为CH▷NGE2561），是塞提·蒙特里库尔·那·阿育他亚（Chod）于2018年（即泰国佛历2561年）成立的泰国制作公司，总部立于泰国曼谷，附属于泰国GMM Grammy娱乐集团。影视代表作有《吹落的树叶》等情节剧。

## 作品列表
以下部分资料整理自：

### 电视剧
多数为翻拍剧。
- 火之迷恋2017
- 情妇2019
- 巫妖
- 錯誤：語言代碼「ตกกระไดหัวใจพลอยโจน」不存在
- 吹落的树叶
- 金色丈夫
- 恋恋鞋子追爱记2019
- 内在
- 情海浪翻天2020
- 烈火丽人
- 回到梦中
- 单身女孩之家2020
- 偷龙转凤2020
- 密爱游戏
- 日落
- 马兜铃2021（共两季）
- 木棉飘落的乐章2022
- 改头换面[4]
- 契约丈夫2022
- 彩虹2022
- 天食向日葵
- 缠爱之根[5][6]
- 游戏花丛2022[7]
- 正妻2022
- 复仇之焰2023
- 亲戚满座2023
- 金钱战争2023
- 荷叶屋顶
- 金色光芒2024
- 月光壁垒（TBA）
- 风中的新娘（TBA）

### 系列剧
- 星期五俱乐部

### CHANGE Original
- 一夜燃情[8][9]
- 极速恋人
- 愛情羅勒香
- 愛情詭計
- 扭转死亡时间[10][11]
- 極速戀人2 [12]
- 我是暹羅最美的少爺
- 死亡使者

## 旗下艺人

### 女艺人
- 吉拉查雅·吉塔旺薩庫（Belle）
- 拉特卡蒙·萍罗婕拉蒂（Pim）
- 妮查帕拉克·彤坎姆（Lilly）
- 皮玛达·基蒂安（Seya）
- 庞帕薇·乌峇塔姆（June）
- 班雅帕·阿兰皮塔克（Babe）
- 班雅帕·汪朋萨塔珀恩（Lookhmee）
- 莎兰帕特·皮德尔（Sonya）
- 莎瑞达·普拉西达姆蓉（Beam）
- 丝丽娜·素甘达拉（Gift）
- 涂萨朋·帕塔纳帕赛（Fung）
- 缇塔丽·帕克丝丽查雅侬（Bam Bam）

### 男艺人
- 阿卡拉吾·曼加拉苏特（Pangpond）
- 阿萨里·瓦塔纳亚库（Lee）
- 阿塔宁·塔宁帕努维瓦（Benz）
- 赫马维奇·卡皖纳姆派潘（Sailub）
- 因他奇·柴西里羅（DD）
- 喀薩瑪·坎姆塔尼緹（Aon）
- 吉耶蒂萨克·瓦塔纳维查库（Michael）
- 克睿廷·基缇贾鲁皖纳奎尔（Pooh）
- 纳里特·普罗葆潘（Pavel）
- 納查儂·素帕沃拉翁（Milk）
- 奧尼特·利拉韋查布特（Ping）
- 潘塔查·坎卡姆（Garfield）
- 潘塔·帕塔南派翁（Plai）
- 帕塔拉蓬·万路西里（Pop）
- 苏巴空·萨可（Topten）
- 苏帕努·洛瀚帕尼（Nut）
- 塔纳空·得查维查（Aton）
- 塔纳朋·艾恩坤柴（Pon）
- 塔纳瓦·哈查里拉哈（Tiger）
- 提拉蓬·蘇帕旺（Yai）（雙胞胎兄弟）
- 提拉威·蘇帕旺（Lek）

## 合作伙伴
- GMM 25[2]
- One 31[2]
- 泰国第3电视台[2]
- Amarin TV[2]
- PPTV HD（英语：PPTV (Thailand)）[2]
- AIS Play[2]
- 爱奇艺[2]
- JOOX[2]
- LINE TV（已终止）[2]
- OneD[2]
- TrueID[2]
- Viu[2]
- WeTV[2]